# Rivaux de la piste
Pour plus de détails, voir Fiche technique et Distribution.
Rivaux de la piste est un film français réalisé par Serge de Poligny sorti en 1933. 
Il s'agit de la version française du film allemand Strich durch die Rechnung d'Alfred Zeisler.

## Synopsis
Willy Streblow est un jeune cycliste pauvre qui entre dans l'équipe d'un riche constructeur de bicyclettes. Il remporte gloire et fortune et peut alors épouser la fille du riche constructeur de bicyclettes.

## Fiche technique
- Réalisation : Serge de Poligny
- Scénario : Philipp Lothar Mayring, Fritz Zeckendorf
- Musique : Hans-Otto Borgmann
- Décors : Willi Herrmann, Herbert Lippschütz
- Photographie : Werner Brandes, Werner Bohne
- Son : Max Kegelmann
- Montage : Wolfgang Becker
- Producteur : Alfred Zeisler
- Société de production : UFA
- Société de distribution : L'Alliance Cinématographique Européenne
- Pays d'origine :  Allemagne,  France
- Format : Noir et blanc - Son mono - 1,37:1
- Genre : Comédie
- Durée : 96 minutes
- Date de sortie : 
  - France : 11 février 1933

## Distribution
- Albert Préjean : Willy Streblow
- Jim Gérald : Spengler
- Suzet Maïs : Gina Stern
- Alexandre Dréan : Paradis
- Georges Colin : Stern
- Jeannette Ferney : Hanni Spengler
- Madeleine Guitty : Madame Streblow
- Jane Pierson : Madame Brennecke
- Fernand Fabre : Lissman
- Jean Mercanton : Gusti
- Jacques Dumesnil : Banz
- Pierre Labry : Wagmüller
- Marc-Hély : Donath
- Georges Rigaud : Rodriguez
- Jésus Castro Blanco : le manager
- Pierre Piérade : un ouvrier
- Raymond Aimos : Alex
- Bill-Bocketts : Emilie